# Waldemar Cichoń (rzeźbiarz)
Waldemar Cichoń (ur. 1955 w Elblągu) – polski rzeźbiarz.
W 1980 r. ukończył PWSSP w Gdańsku z tytułem magistra sztuki, a w 1997 uzyskał doktorat ASP. W swoich rzeźbach wykorzystuje drewno, ceramikę, brąz, kamień, śnieg. Stale mieszka i pracuje w Elblągu.
Z powodu choroby (retinopatia barwnikowa) w latach 1990 artysta stracił wzrok. Po długiej rekonwalescencji kontynuował pracę twórczą i wystawienniczą, zaskakując pomysłami i unikalnym stylem.

## Nagrody i odznaczenia
- Brązowy Medal „Zasłużony Kulturze Gloria Artis”[3]

## Wybrane wystawy
- IV Biennale Sztuki Gdańskiej, (Sopot, 1980)[1]
- Retrospektywna wystawa „Waldemar Cichoń, Lucky Loser” Centrum Sztuki Galeria EL (Elbląg, 2015)[4]